# Dwight David Eisenhower

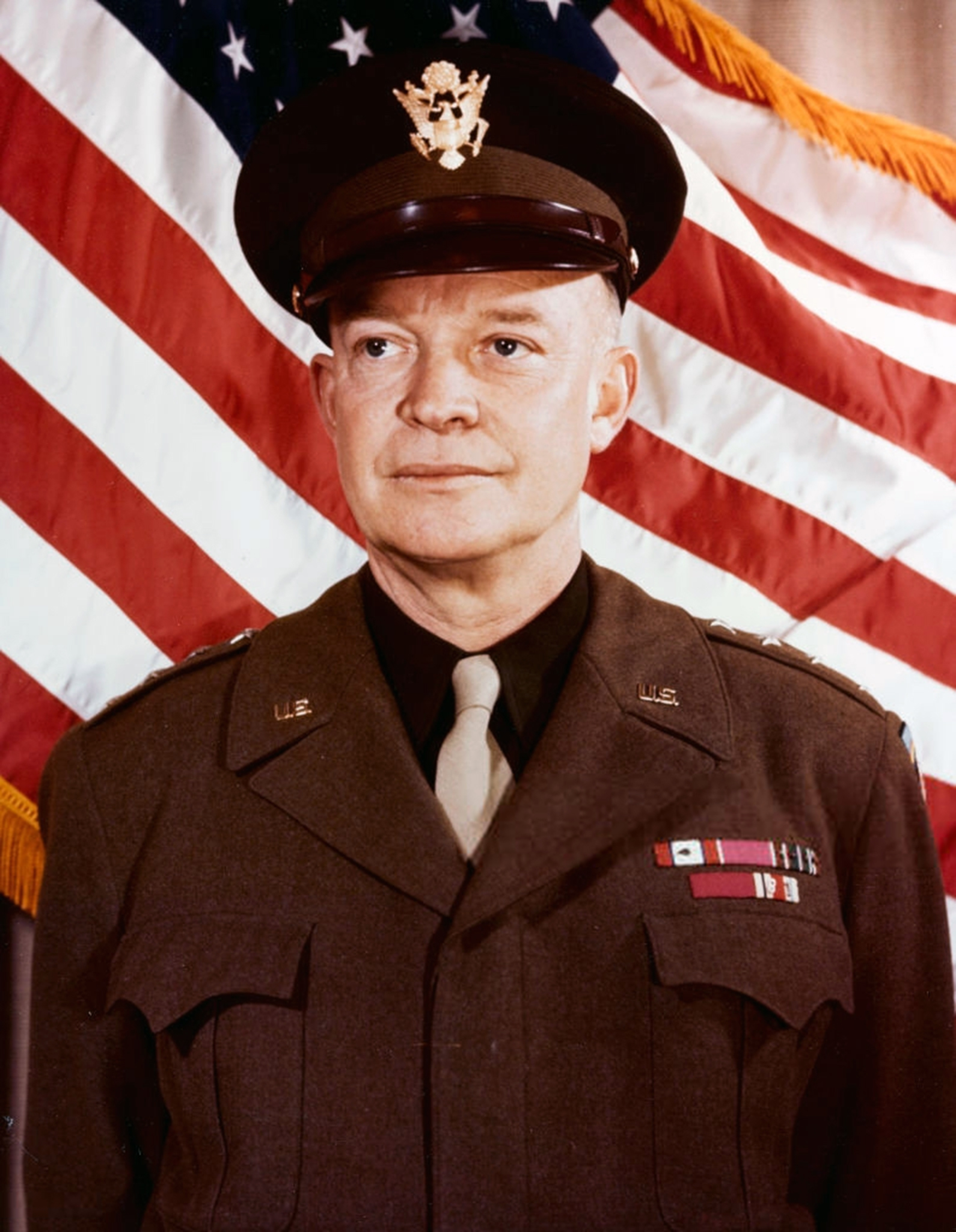
Dwight D. Eisenhower

Dwight David Eisenhower, GCB (n. 14 octombrie 1890 - d. 28 martie 1969), cunoscut în mod afecționat și ca Ike, a fost un general și om politic republican american. A fost comandant suprem al armatelor aliate debarcate în Nordul Africii (1943), în Sicilia (1943) și în Vestul Europei (1944 - 1945). A fost primul comandant suprem al forțelor armate ale NATO (1949 - 1952) și președinte al SUA între anii 1953 și 1961. Doctrina sa, susținând protecția împotriva expansiunii comunismului în Europa, a marcat profund politica internă și externă a Statelor Unite ale Americii pe parcursul anilor 1950 și 1960.

## Literatură
- Stephen Ambrose: Eisenhower. Vol. 1: Soldier, General of the Army, President-Elect (1893–1952). Simon & Schuster, New York 1983, ISBN 0-671-44069-1.
- Stephen Ambrose: Eisenhower. Vol. 2: The President (1952–1969). Simon & Schuster, New York 1984, ISBN 0-671-60565-8.
- Christian Bremen: Die Eisenhower-Administration und die zweite Berlin-Krise, 1958–1961. Walter de Gruyter, Berlin 1998, ISBN 3-11-016147-8.
- Piers Brendon: Eisenhower. Von West Point ins Weiße Haus. (Originaltitel: Ike – the life and times of Dwight D. Eisenhower. ). Heyne, München 1988, ISBN 3-453-00823-5.
- Anthony O. Edmonds, E. Bruce Geelhoed: Eisenhower, Macmillan and Allied Unity 1957–61. Palgrave Macmillan, Basingstoke 2003, ISBN 0-333-64227-9.
- Herman-Josef Rupieper: Dwight D. Eisenhower (1953–1961). Kriegsheld und Präsident. In: Christof Mauch (Hrsg.): Die amerikanischen Präsidenten. 44 historische Portraits von George Washington bis Barack Obama. . 5., fortgeführte und aktualisierte Auflage. Beck, München 2009, S. 335–345.
- Tom Wicker: Dwight D. Eisenhower. Times Books, New York 2002, ISBN 1-4668-7180-6.
- Listă de cărți (până în 1991) ibiblio.org